# Fetească neagră

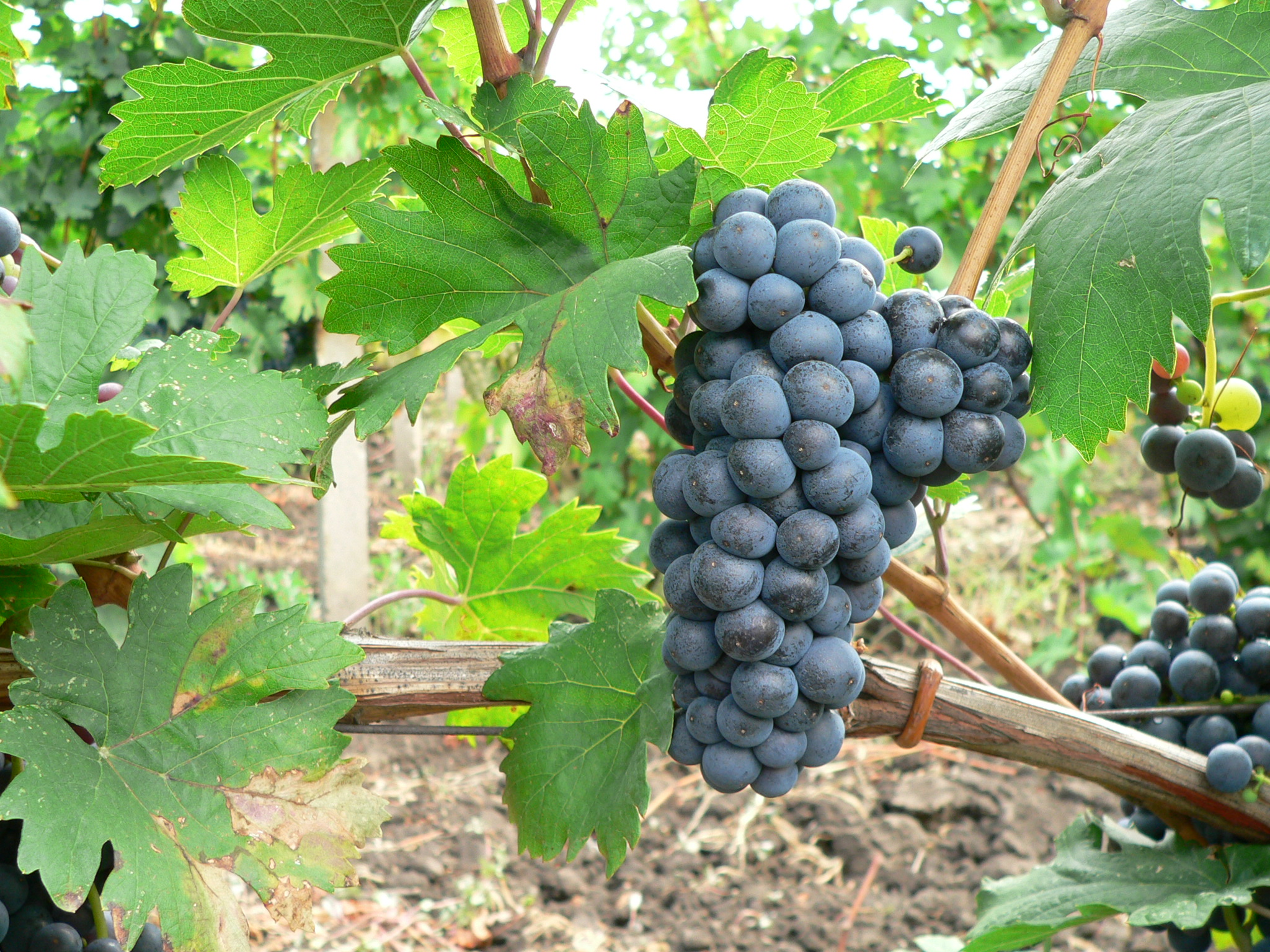
Racimo de la variedad fetească neagră.

La fetească neagră es una antigua variedad de uva rumana y moldava que estaba muy extendida antes de la filoxera. Es cultivada sobre todo en algunas áreas de las regiones de la Moldavia rumana y Muntenia y también en la República de Moldavia.
Con estas uvas se producen vinos secos, semisecos o dulces, con un contenido de alcohol que va del 12-12,5%, un color rojo oscuro con tonos rubí y un sabor a grosella negra que se vuelve más rico y más suave con la crianza.

## Sinónimos
Coada randunicii, coada rindunicei, coada rindunicii, coada rindunicu, fekete leanika, feteasca ciornaia, fekete leányka, fetiasca niagre, fetjaska neagra , fetyaska chernaya, fetyaska chornaya, koada rindunichyi, koardi ryndunichii, leanyka fekete, fekete leányka, maedchentraube schwarz, pasareasca neagra, pasaryanska chernaya, pasaryaska nyagre, peseryaske nyagre, poama fetei neagra, poama fetyi niagre, poma feteasca neacra y schwarze madchentraube.